# Mohamed Tindouft
Mohamed Tindouft (en amazighe : ⵎⵓⵃⵎⵎⴷ ⵜⵉⵏⴷⵓⴼⵜ,  arabe : محمد تندوفت), né le 12 mars 1993 à Azilal, est un athlète marocain.

## Carrière
Mohamed Tindouft remporte la médaille d'or du 3 000 mètres steeple aux Jeux de la Francophonie de 2017 à Abidjan et aux Jeux de la solidarité islamique de 2017 à Bakou.
Il dispute le 3 000 mètres steeple masculin aux championnats du monde d'athlétisme 2019 à Doha ; le Marocain ne termine pas sa course en séries.
Mohamed Tindouft obtient ensuite la médaille d'or du 3 000 mètres steeple aux Championnats panarabes d'athlétisme 2021 à Radès.

## Palmarès
| Date | Compétition             | Lieu     | Résultat | Épreuve     | Temps         |
| ---- | ----------------------- | -------- | -------- | ----------- | ------------- |
| 2017 | Jeux de la Francophonie | Abidjan  | 1er      | 3 000 m st. | 8 min 44 s 69 |
| 2019 | Championnats panarabes  | Le Caire | 3e       | 3 000 m st. | 8 min 44 s 51 |
| 2021 | Championnats panarabes  | Radès    | 1er      | 3 000 m st. | 8 min 31 s 50 |
| 2022 | Jeux méditerranéens     | Oran     | 2e       | 3 000 m st. | 8 min 23 s 85 |
| 2023 | Jeux de la Francophonie | Kinshasa | 2e       | 3 000 m st. | 8 min 55 s 37 |
| 2024 | Jeux olympiques         | Paris    | 12e      | 3 000 m st. | 8 min 14 s 82 |

## Records
| Épreuve         | Performance   | Lieu  | Date        |
| --------------- | ------------- | ----- | ----------- |
| 3 000 m steeple | 8 min 10 s 62 | Paris | 5 août 2024 |